# Joris Luyendijk

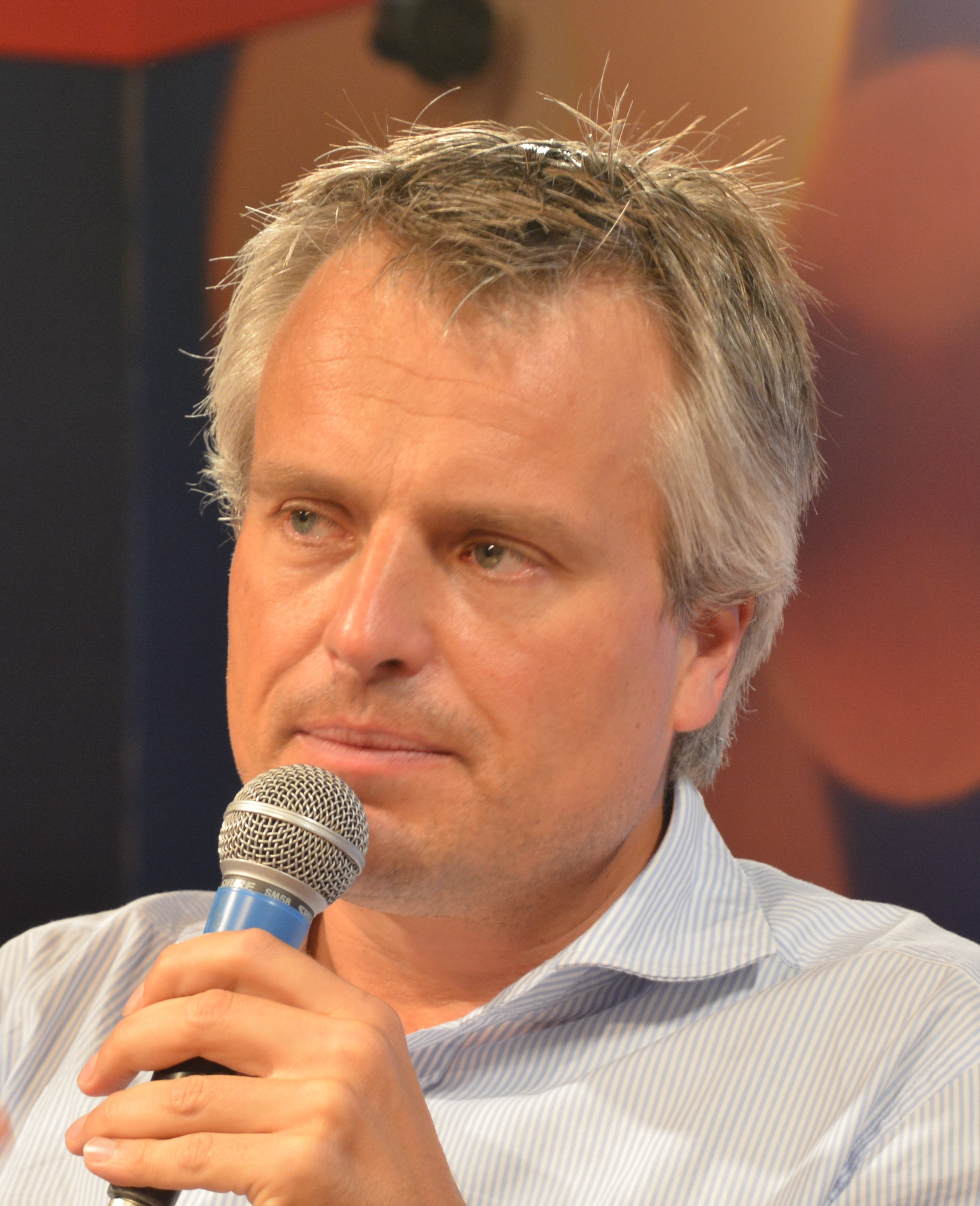
Joris Luyendijk på Bokmässan i Göteborg 2016.

Joris Cornelis Luyendijk, född 30 december 1971 i Amsterdam, är en nederländsk journalist och författare. Han har varit verksam i Nederländerna, Mellanöstern och i London.
Joris Luyendijk bodde från fem års ålder i Hilversum. Han utbildade sig i Kansas i USA och Amsterdam, samt i Kairo i Egypten, där han studerade arabiska och tog en magisterexamen.
Luyendijk var under flera år korrespondent för nederländska medier med placering i Egypten, Libanon och Palestina, och rapporterade bland annat från Irakkriget. I september 2010 fick han uppdraget att följa arbetet i det nederländska parlamentet i Haag, vilket resulterade i boken om Binnenhof. År 2011 flyttade Luyendijk till London och arbetade i fem år för den engelska tidningen The Guardian. Det resulterade i en antropologisk studie över Londons finansvärld. Boken Dit kan niet waar zijn ('Det kan inte vara sant') kom ut 2015.
| ”                                      | Jag lämnade Mellanöstern och tänkte, situationen där är dålig, men inte alls så dålig som människor säger. I finanssektorn är det tvärtom, den är mycket värre än vad folk har en aning om. | „ |
| – Joris Luyendijk i DN 19 januari 2016 | |   |